# Archiv České národní banky
Archiv České národní banky (Archiv ČNB) je specializovaný archiv zřizovaný Českou národní bankou se sídlem v hlavní budově ČNB v Praze.
Jako specializovaný archiv dohlíží na výkon spisové služby, skartaci a dlouhodobé ukládání dokumentů svého zřizovatele. Podle výroční zprávy za rok 2023 vykazoval archiv 7628,11 bm a 2839 MB archiválií rozložených do 97 archivních souborů. Vzhledem k současnému zřízení je stále jádro archivu agenda centrálních bankovních institucí českých a československých a umožňuje zkoumat měnovou politiku Československa. Ovšem pokrytí témat je v archivu podstatně širší, a to díky tomu, že v 50. letech přijal péči o písemné pozůstalosti všech zrušených finančních institucí na území Československa.
Vznik archivu se odvozuje od 9. ledna 1953, kdy vládní usnesení dalo příkaz k vybudování Archivu československého peněžnictví a pojišťovnictví, v rámci Státní banky československé a jejich poboček byl v následujících letech tento úkol v pozměněné podobě realizován. Podle archivního zákona byl akreditován 24. dubna 2005 a je dnes začleněn jako referát v sekci správní do odboru Návštěvnické centrum ČNB. Má pět zaměstnanců (v roce 2023).